# Jordi Morales
Jordi Morales García (nascido em 17 de novembro de 1985) é um jogador paralímpico espanhol de tênis de mesa. Foi medalhista paralímpico em Atenas 2004 e Londres 2012.